# Daniel Jérent
Daniel Jérent (n. 4 iunie 1991) este un scrimer francez specializat pe spadă, campion olimpic pe echipe în 2016, campion mondial pe echipe în 2014, vicecampion european la individual în 2013 și campion european pe echipe în 2015 și în 2016.

## Carieră
S-a născut în Guadelupa, un departament de peste mări al Franței. S-a apucat de scrima la Pointe-Noire. S-a alăturat centrului de pregătire a juniorilor din Reims, apoi s-a transferat la clubul Lagardère Paris Racing. A cucerit medalia de aur pe echipe la Campionatul European pentru cadeți din 2008 de la Rovigo și medalia de bronz pe echipe la Campionatul Mondial pentru juniori din 2011 de la Marea Moartă. A fost și campionul național în 2010 și în 2011.
Și-a început cariera la seniori în sezonul 2009-2010, ajungând în optimile de finală la etapa de Cupa Mondială de la Tallinn din 2010. În sezonul 2011-2012 s-a transferat la clubul Escrime Rodez Aveyron și s-a alăturat lui INSEP, un organism de stat pentru sportivi de performanță. A ajuns în sferturile de finală la Cupa Mondială de la Tallinn, unde a fost învins de conaționalul său Gauthier Grumier, și a câștigat campionatul național cu clubul Rodez. A fost convocat ca rezervă în lotul național la Campionatul European de la Legnano, unde Franța s-a clasat pe locul 4.
Și-a obținut primul rezultat major în sezonul 2013-2014 cu medalia de aur la Cupa Mondială de la Paris, după ce a trecut în finală de conaționalul său Alexandre Blaszyck. La Campionatul European de la Zagreb, a ajuns în finală, după ce l-a învins pe vicecampionul olimpic Bartosz Piasecki. A pierdut cu germanul Jörg Fiedler și s-a mulțumit cu medalia de argint.

## Palmares
Clasamentul la Cupa Mondială
| An  | 2010 | 2011 | 2012 | 2013 | 2014 | 2015 |
| --- | ---- | ---- | ---- | ---- | ---- | ---- |
| Loc | 182  | 214  | 35   | 13   | 20   | 8    |

## Legături externe
- Profile Arhivat în 22 iunie 2013, la Wayback Machine. la Confederația Europeană de Scrimă